# Miloš Vavruška
Miloš Vavruška (ur. 25 sierpnia 1924 w Kutnej Horze, zm. 20 kwietnia 2003 w Pradze) – czeski aktor filmowy, teatralny i telewizyjny.
W 1948 ukończył studia aktorskie na wydziale teatralnym Konserwatorium w Pradze, po czym podjął pierwszą pracę w Teatrze Miejskim w Pardubicach. Od 1951 pracował w praskich teatrach. W filmie zadebiutował w 1946.

## Wybrana filmografia
- 1946: Ludzie bez skrzydeł
- 1947: Ostatni Mohikanin
- 1955: Psiogłowcy
- 1956: Góra tajemnic
- 1956: Jan Žižka
- 1956: Proszę ostrzej!
- 1957: Wrześniowe noce
- 1960: O chłopie co okpił śmierć
- 1963: Einstein kontra Babinský
- 1964: Lemoniadowy Joe
- 1965: Zbrodnia w żeńskiej szkole
- 1967: Koniec agenta W4C
- 1969: Pan Tau (serial TV)
- 1971: W cieniu gilotyny
- 1972: Dziewczyna na miotle
- 1973: Trzy orzeszki dla Kopciuszka
- 1974: Jak utopić doktora Mraczka
- 1976: Odyseusz i gwiazdy
- 1977: Jutro wstanę rano i oparzę się herbatą
- 1977 Trzydzieści przypadków majora Zemana (serial TV, odcinek 17.)
- 1979: Królewicz i gwiazda wieczorna